# Wierschuur

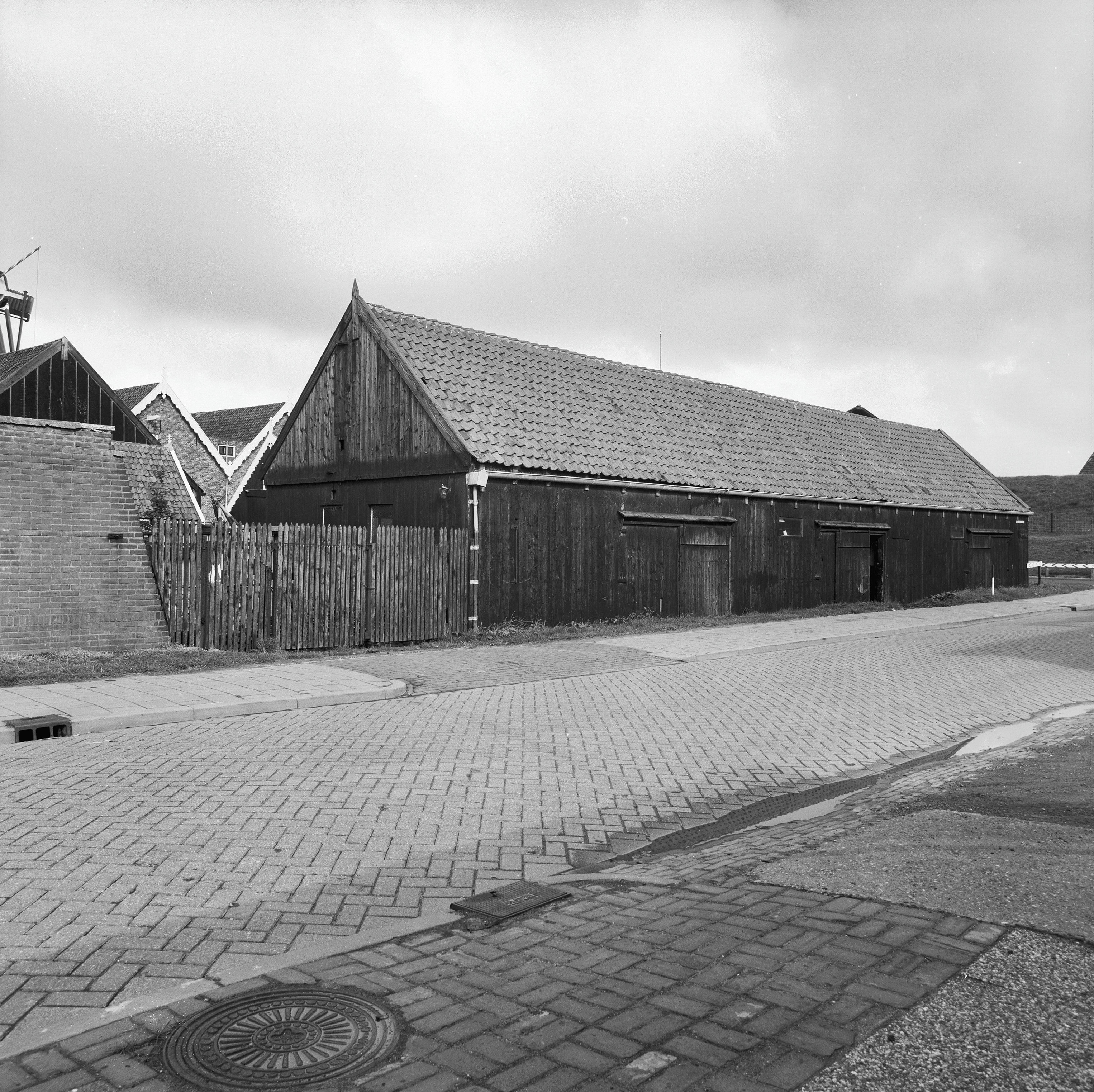
Voormalige wierschuur verplaatst ca. 1930, Oudeschild

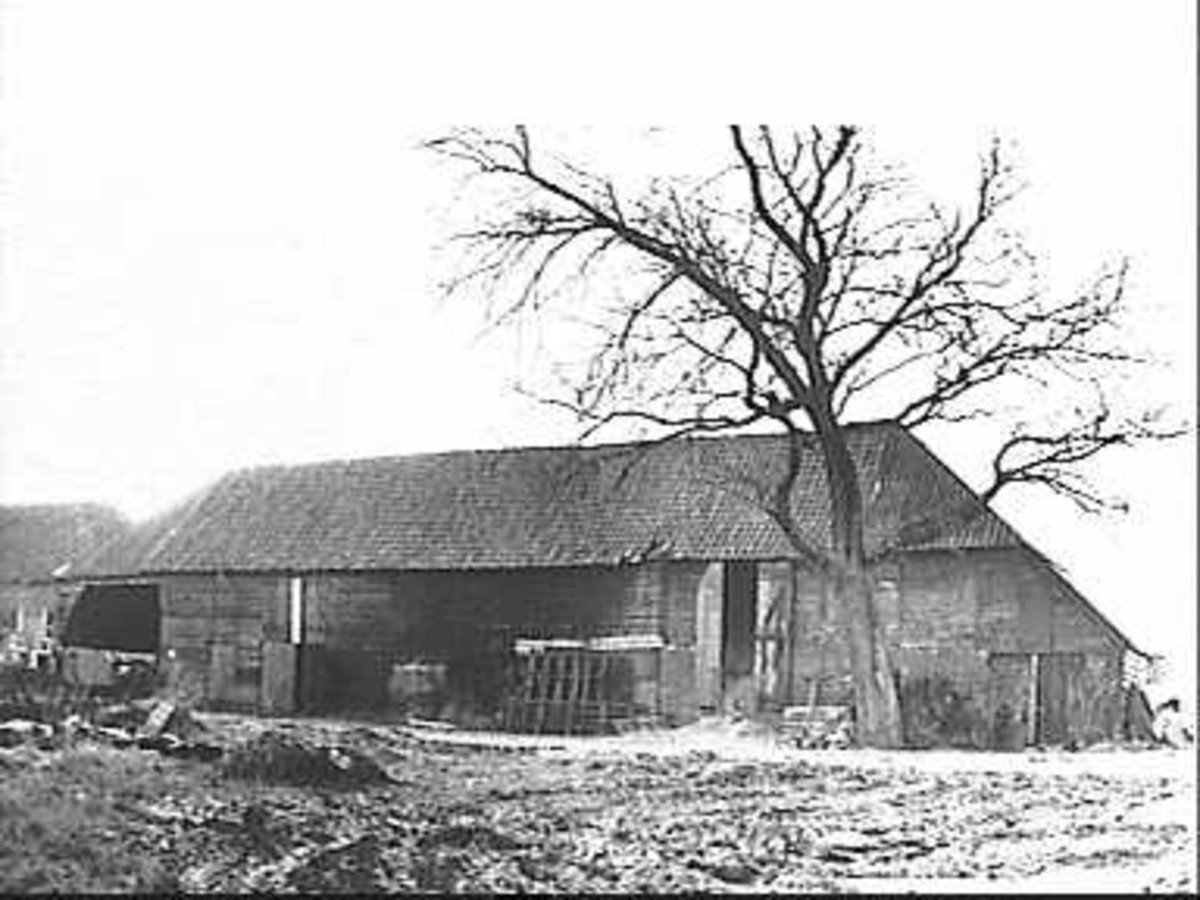
Lange achtergevel van de wierschuur aan De Haukes

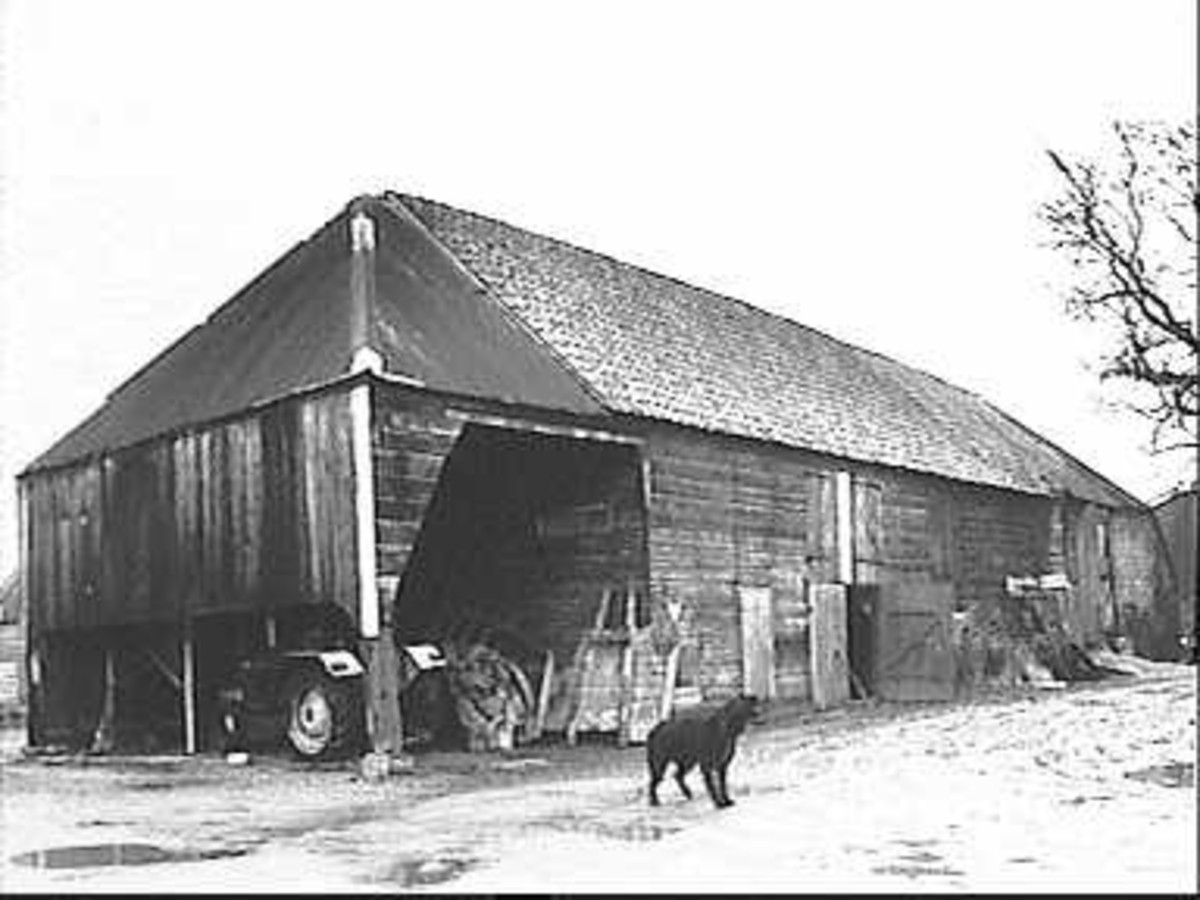
Kop- en zijgevel van de wierschuur aan De Haukes

Een wierschuur is een grote houten schuur met zwart geteerde planken. Deze bouwsels waren gebouwd of verbouwd om 'wier' te kunnen verwerken en op te slaan. Op Wieringen stond rond 1900 meer dan een dozijn wierschuren. 

## Biologie en toepassing van wier
Groot zeegras (Zostera marina) is een zouttolerante waterplant, die groeit in ondiepe wateren van de westelijke Waddenzee. Het kwam veel voor rond Wieringen. Het 'wier', zoals de Wieringers het noemden, werd eeuwenlang gebruikt voor het verstevigen van dijken. Voor een wierdijk werd gedroogd wier samengeperst tot een harde massa, die een muur vormde aan de zeekant. Vanaf het midden van de 19e eeuw ontstond ook een levendige handel in dit materiaal als vulmiddel voor kussens, stoelzittingen en matrassen, en als isolatiemateriaal achter plafonds.

## Wieroogst
De wieroogst was van half juni tot half augustus. Het wier werd gemaaid of langs de dijk opgevangen. Nadat het op land was gelegd om uit te lekken, werd het wier 'geverst': het zout werd eruit gespoeld om er droge pakken van te kunnen persen. Dat laatste gebeurde met een wierpers, waarna het in balen van 50 kg werd opgeslagen in een zogenaamde wierschuur. 
Wieringen was het centrum van de wierverwerking. De verdeling van kavels waarop geoogst kon worden werd  door de overheid vanuit Wieringen geregeld. Er waren echter ook wierschuren te vinden op enkele Waddeneilanden en op andere plaatsen op het vasteland van Noord-Holland en Friesland.

## Wierschuren
Aan het einde van de 19e eeuw stonden er diverse wierschuren op Wieringen. Wat er hiervan nog resteert is door verbouwingen onherkenbaar veranderd. De laatste authentieke wierschuur (bouwjaar 1883) die in De Haukes stond, is in de jaren negentig afgebroken en weer opgebouwd in het Zuiderzeemuseum in Enkhuizen. Omstreeks 2017 werd het houtskelet van een wierschuur uit 1850 aan de Stroeerdijk op Wieringen gerenoveerd en herbestemd voor recreatie.